# Прапор Панфил

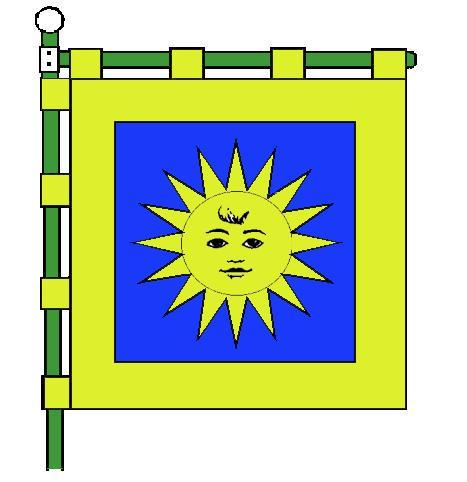
Прапор Панфил

Прапор Богданівки — символ села Панфили Яготинського району Київської області (Україна), затверджений сесією сільської ради (автор - О. Желіба)[коли?].

## Опис
Синє квадратне полотнище (співвідношення 1:1) із жовтою лиштвою (1/8 ширини), на яком жовте сонце. Корогва має вертикальне та горизонтальне кріплення.

## Трактування
- золоте сонце – перегукується своїми променями з руками млина, стародавній оберіг русинів – символ спадкоємності регіону від часів
- синій фон – символ річки Супій, на якій стоїть село.